# Drama Ciocârliei (film din 1963)
Drama Ciocârliei (titlul original: în maghiară Pacsirta) este un film dramatic maghiar, realizat în 1963 de regizorul László Ranódy, după romanul omonim a scriitorului Dezső Kosztolányi, protagoniști fiind actorii Antal Páger, Anna Nagy și Klári Tolnay.

## Distribuție
- Antal Páger – Ákos Vajkay
- Klári Tolnay – Tóni, soția lui Ákos
- Anna Nagy – Pacsirta, fata lor
- Margit Bara – doamna Dobá
- Mari Törőcsik – Margit
- Zoltán Latinovits – Miklós
- Ferenc Bessenyei – profesorul de latină
- Iván Darvas – Feri Füzess
- Zoltán Greguss – Bálint Környei, comandantul pompierilor
- Sándor Szakács – Géza Cziffra
- Gyula Gózon – Gusti, chelnerul șef
- Sándor Tompa – Priboczay, farmacist
- Ferenc Kiss – directorul băncii
- József Szendrő – doctorul Gál
- János Zách – Doba

## Premii
- 1964 Premiu pentru interpretare la Festivalul de la Cannes, lui Antal Páger.